# Peya Mushelenga

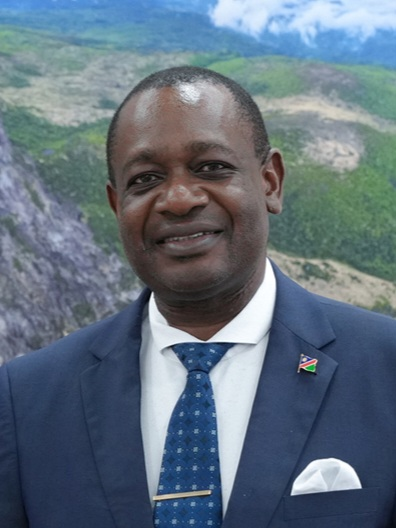
Mushelenga (2024)

Peya Mushelenga (* 1. September 1975 in Oshigambo, Südwestafrika) ist ein namibischer Politiker der SWAPO.
Mushelenga war seit dem 23. März 2020 im Kabinett Geingob II Minister für Information und Kommunikationstechnologie, ehe er am 9. Februar 2024 im Kabinett Mbumba ins Außenministerium versetzt wurde. Das Amt hatte er bis März 2025 inne. Zuvor war Mushelenga seit dem 8. Februar 2018 im Kabinett Geingob I als Minister im Ministerium für städtische und ländliche Entwicklung tätig. Davor war er  acht Jahre Vizeminister im Außenministerium.
Mushelenga war Vorsitzender der Namibia National Students Organisation (NANSO).
Mushelenga ist ein hoch studierter Politiker. Er hält unter anderem seit 2018 einen MBA der ESAMI Business School, einen LLM der UNAM aus dem Jahr 2017, einen BA inn Wirtschaftswissenschaften der OUT (Tansania, 2017) und einen Doktorgrad in Literatur und Philosophie der UNISA. Zudem machte Mushelenga 2014 an der UNAM seinen LLB Honours und 2011 einen B. Juris. 2009 erhielt er einen MA in Internationaler Politik von der UNISA. 1997 beendet er erfolgreich seinen BA in Internationaler Politik ebenfalls an der UNISA, zwei Jahre zuvor erhielt er einen BA in Geschichte und Politikwissenschaft der UNAM.